# Dwór w Choryni

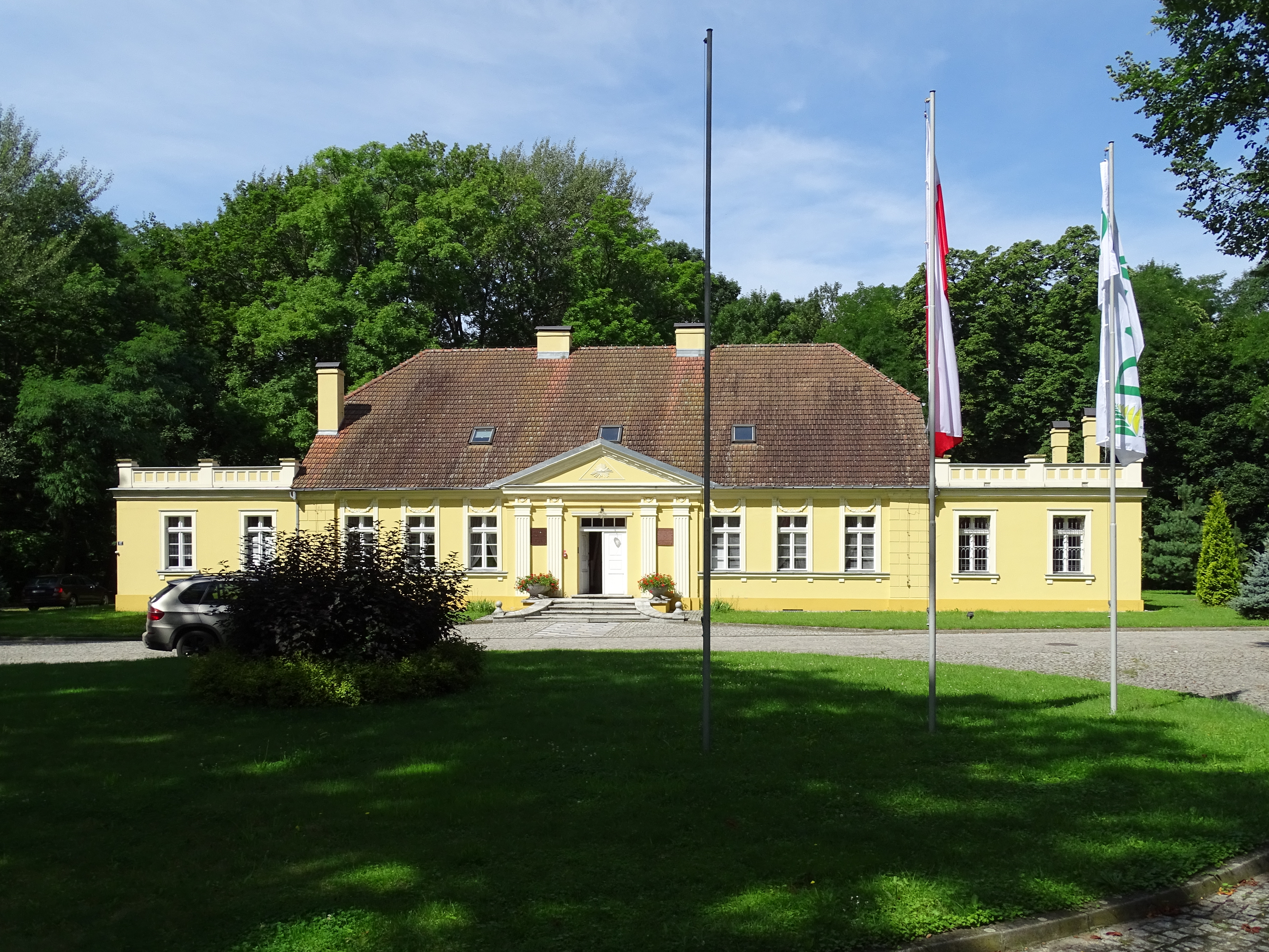
Widok dworu w 2017

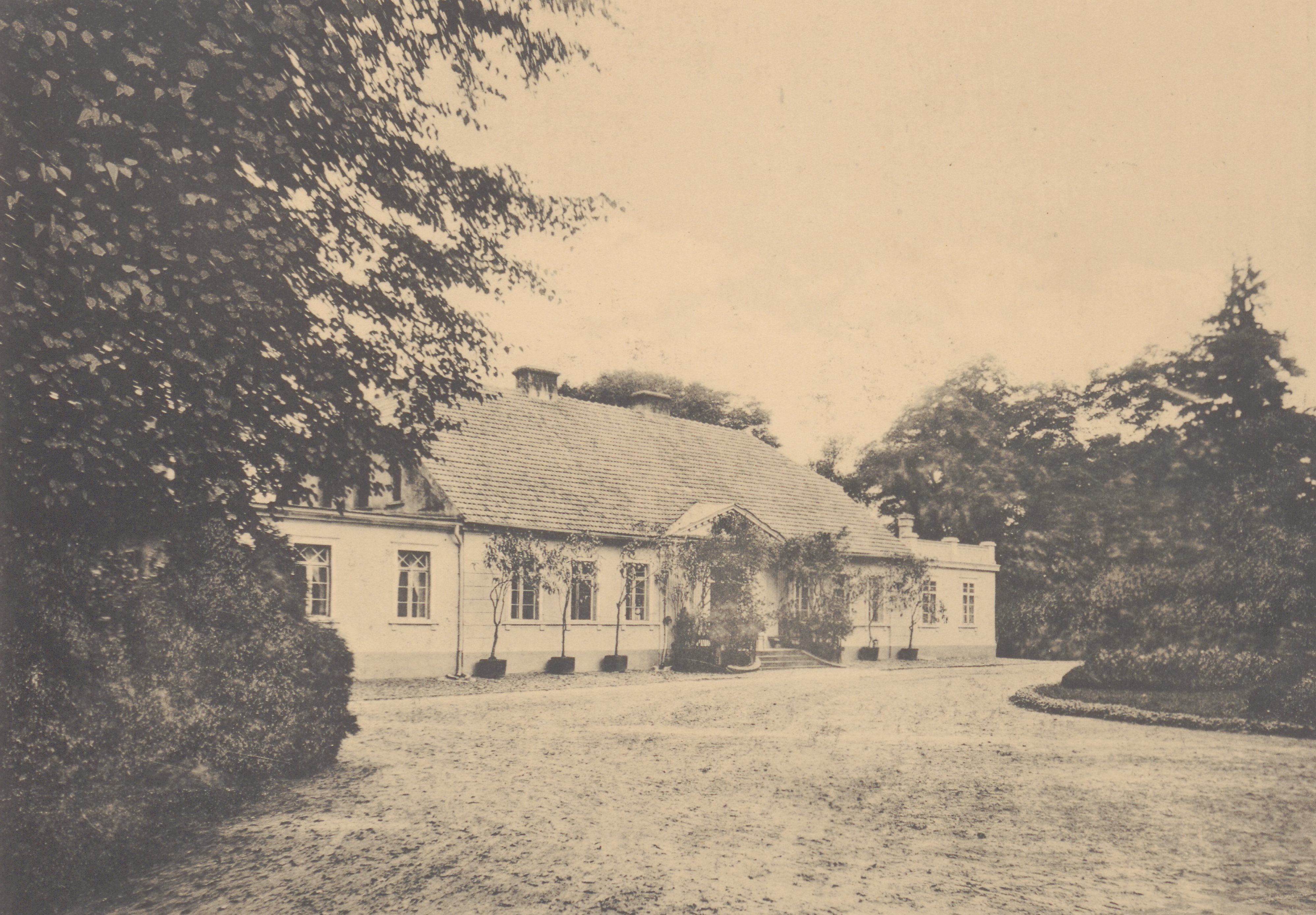
Widok dworu przed 1912

Dwór w Choryni – dwór znajdujący się we wsi Choryń, w gminie Kościan, powiat kościański.

## Historia dworu
Najwcześniejsze źródła pisane o Choryni pojawiają się w 1366 roku. Mówią o istnieniu wsi, należącej do rodziny Choryńskich. Na przełomie XVI i XVII wieku wieś przeszła na własność Bojanowskich, Ponieckich, a następnie Śliwnickich. U schyłku wieku XVII nabyli ją Radomiccy herbu Kotwicz. Następnymi właścicielami byli Szołdrscy  herbu Łodzia. Sprzedali oni Choryń Piotrowi Drwęskiemu herbu Gozdawa, który był pisarzowi ziemskiemu poznańskiemu, żonatemu z Wiktorią z Bielińskich herbu Szeliga. Następnie majątek znalazł się w rękach Taczanowskich herbu Jastrzębiec dzięki małżeństwu Franciszki z Drwęskich i Maksymiliana Taczanowskiego. Po Franciszce odziedziczył Choryń Józef Taczanowski. Mieszkał on w Choryni z żoną Katarzyną z Hersztopskich herbu Drogosław. Tutaj odbył się chrzest ich córki Wiktorii Zofii, której ojcem chrzestnym został poeta Adam Mickiewicz, goszczący w Choryni przynajmniej dwa razy. Kolejnym dziedzicem Choryni był syn Józefa, generał Edmund Taczanowski, powstaniec z 1848 i 1863 roku. Po nim posiadłość odziedziczył jego syn Stefan, a następnie Władysław. Taczanowscy byli właścicielami Choryni do 1939 roku.

## Architektura dworu
Budowę dworu datuje się na przełom XVIII i XIX wieku, kiedy Choryń należała do Drwęskich. 
Jest to budynek klasycystyczny, otoczony niedużym parkiem krajobrazowym. Niestety, ogród nie zachował się. W XIX wieku dwór rozbudowany został o dwa boczne aneksy parterowe.
Naroża ozdobione są boniowaniem. Najbardziej dekoracyjna jest wschodnia część frontowa z pozornym ryzalitem nad głównym wejściem, otoczonym pilastrami.